# Muscolo grande adduttore
Nell'anatomia umana il muscolo grande adduttore è un muscolo che fa parte dei muscoli mediali della coscia.

## Anatomia
Di forma triangolare si ritrova fra il muscolo gracile e il muscolo adduttore breve, si tratta del più profondo e più potente fra i muscoli adduttori dell'anca;a volte in anatomia i fasci superiori di questo muscolo vengono indicati come adduttore minimo. Si origina dal ramo ischiopubico del pube lateralmente all'adduttore minimo e si inserisce nei due terzi inferiori della linea aspra mediale del femore e sul tubercolo adduttorio del femore stesso. Gli altri muscoli adduttori simili sono:
- Muscolo gracile
- Muscolo pettineo
- Muscolo adduttore lungo
- Muscolo adduttore breve

Contrae molteplici rapporti vascolari: la sua inserzione lungo la linea aspra del femore lascia aperture (in numero varabile) per il passaggio dei rami perforanti mandati dall'arteria femorale profonda. Inoltre, tra le due inserzioni del grande adduttore (tubercolo adduttorio e linea aspra) disegna un foro di diametro maggiore, lo iato adduttorio, preposto al passaggio in senso anteroposteriore dell'arteria femorale, che sfrutta questa apertura per accedere alla fossa poplitea, diventando arteria poplitea.

## Azione
Il muscolo è adibito all'adduzione delle cosce tramite contrazione muscolare, coi fasci anteriori permette la intrarotazione e la flessione, mentre coi fasci posteriori permette la extrarotazione e l'estensione; inoltre,  data la sua origine dalla tuberosità ischiatica, influisce anche sull'equilibrio del bacino, infatti è un potentissimo retroversore.